# Brenosc
Brenosc (en francès Brenoux) és un municipi francès situat al departament del Losera i a la regió d'Occitània.